# Julian Vedey
Julian Vedey (1898–1967) foi um ator de cinema britânico.

## Filmografia selecionada
- Romance in Rhythm (1934)
- Cafe Mascot (1936)
- Strange Cargo (1936)
- Full Speed Ahead (1936)
- Command Performance (1937)
- The Green Cockatoo (1937)
- Calling All Ma's (1937)
- Keep Fit (1937)
- Kicking the Moon Around (1938)
- A Spot of Bother (1938)
- What Would You Do, Chums? (1939)
- Inspector Hornleigh (1939)
- We'll Smile Again (1942)
- The Bells Go Down (1943)